# 진덕여왕릉
진덕여왕릉(眞德女王陵)은 대한민국 경상북도 경주시 현곡면 오류리 에 있는, 신라 제28대 진덕여왕의 무덤이다. 1963년 1월 21일 대한민국의 사적 제24호로 지정되었다.

## 개요
경주 시내에서 동북쪽으로 멀리 떨어진 구릉의 중간에 자리하고 있는 신라 제28대 진덕여왕(재위 647∼654)의 무덤이다.
진덕여왕은 선덕여왕의 뒤를 이은 신라의 2번째 여왕으로 본명은 승만이다. 진평왕의 동생인 국반갈문왕과 월명부인 사이에서 태어났으며, 신라의 마지막 성골 출신 왕이다. 7년간 왕으로 있는 동안 국력을 기르고 당나라와 적극적 외교를 통해 고구려와 백제를 견제하여 삼국통일의 기초를 닦았다.
무덤은 흙으로 덮은 둥근 모양이고, 아래부분에는 둘레돌을 배치하였다. 둘레돌 사이사이에는 기둥 역할을 하는 12개의 탱석을 끼워 넣었는데, 방향에 따라 12지신상을 새겼다. 그 위에는 긴 돌을 한번 더 올려 놓았는데, 뒤에 보수하여 원래의 것이 아닌 것도 있다. 둘레돌에서 일정한 간격을 두고 돌난간을 세운 듯하나 지금은 거의 다 없어져 남아있지 않다. 무덤 앞에는 이외에 별다른 석조물이 없고, 최근에 만든 통로와 축대가 있다.
『삼국사기』에 의하면 654년에 왕이 죽자 ‘진덕(眞德)’이라 하고 사량부에 장사지냈다고 전한다. 사량부는 현재 경주 시내의 서남쪽 일대로 짐작되는데, 이 무덤과는 정반대 방향이다. 무덤 형식도 제33대 성덕왕 이후에 발달한 형식이고, 12지신상의 조각수법도 신라왕릉의 12지신상 중 가장 늦은 것이다. 이런 점을 들어 이 무덤이 진덕여왕의 능이 아니라는 주장도 있다.

## 같이 보기
- 진덕여왕